# Dijagram kontrole toka
Diagram kontrole toka (engl. control flow diagram, skraćeno CFD u ostatku teksta) dijagram je koji se koristi za opisivanje kontrole toka poslovnog procesa, procesa uopšte i pregleda.
CFD su razvijeni 1950-tih godina i široko se koriste u više grana inženjerstva. Oni su jedni od klasičnih metoda za modelovanje poslovnih procesa, zajedno sa dijagramom toka, DRAKON dijagramima, dijagramom protoka podataka (engl. data flow diagram), dijagram blokova funkcionalnog toka (engl. functional flow block diagram), gantogrami (engl. Gantt charts), PERT dijagrami (skraćeno od engl. Program evaluation and review technique) i IDEF (skraćeno od engl. Integration DEFinition).

## Pregled
Dijagram kontrole toka se sastoji od podnivoa koji pokazuju sekvencijalne korake (tj. korake u nizu) od kojih koraci mogu biti if-then-else uslovi, ponavljanja ili case-uslovi. Odgovarajući obeležena geometrijska tela predstavljaju operacije, podatke ili sadržaj dok se strelice koriste da ukažu na sekvencijalni tok od jednog ka drugom koraku.
Postoji nekoliko tipova dijagrama kontrole toka, na primer:
- Dijagrami kontrole toka promena (engl. Change control flow diagram) korišćen u upravljanju projektima
- Dijagrami kontrole toka konfiguracionih odluka (engl. Configuration decision control flow diagram) korišćen u menadžmentu konfiguracija
- Dijagram kontrole toka procesa (engl. Process control flow diagram) korišćen u menadžmentu procesa
- Dijagram kontrole toka kvaliteta (engl. Quality control flow diagram) korišćen u kontroli kvaliteta.

U razvoju softvera i razvoju sistema, CFD mogu da se koriste u analizi kontrole toka, analizi toka podataka, algoritamskoj analizi i simulacijama. Kontrola i podaci su najprimenljiviji za real-time i podacima vodjene sisteme. Ove analize toka transformišu logiku i tekst zahteva podataka u grafičke tokove koji se lakše analiziraju od teksta. PERT, promene stanja i dijagrami transakcije su primeri CFD-a.

## Tipovi

### Process Control Flow Diagram
Dijagram toka može specijalno da se razvije u alat za kontrolu sistemskih procesa za svaku bitnu aktivnost. Kontrola procesa je uobičajeno zatvoren krug u kome senzor obezbedjuje informacije za softversku aplikaciju (koja se bavi obradom procesa i kontrolom) kroz komunikacijski sistem. Aplikacija odlučuje da li su podaci od senzora unutar unapred odlučenih (ili izračunatih) parametara podataka i ograničenja. Rezultati ovih poredjenja se dalje prosledjuju aktuaru (engl. actuator) koji kontroliše kritične (ili bitne) komponente. Ova 'pomoć' (engl. feedback) može da kontroliše komponente elektronsi ili može da ukazuje na potrebu ručne akcije ili intervencije.
Ovaj kružni, zatvoreni proces ima mnogo provera i balansiranja da bi osigurao bezbednost u izvršavanju. Istraga o tome kako kontrola procesa može biti ugrožena je potencijalno velika i zahtevna jer je ili sve ili samo deo te kontrole procesa sadrži usmene instrukcije individualnoj osobi koja nadgleda proces. Može biti potpuno kontrolisano kompjuterom i automatizovano a može biti i hibrid u kome je senzor automatizovan dok akcije zahtevaju ručnu intervenciju. Pojedini sistemi kontrole procesa mogu da koriste starije generacije hardvera i softvera dok su drugi 'vid umetnosti'.

### Dijagrami kontrole toka koji zahtevaju performanse
Dijagrami kontrole toka koji zahtevaju performanse (engl. Performance seeking control flow diagram) često se koriste u izgradnji motora. Zakon kontrole se stastoji od procene, modelovanja i optimizacije procesa. U procenjivanju korišćenjem Kalmanovog filtera, ulaz, izlaz i ostaci se čuvaju. U fazi modelovanja kompaktnog pogonskog sistema svi procenjeni ulazi i parametri motora su bili sačuvani.
Dodatno pored temperatura, pritiska i kontrolnih pozicija parametri poput trajnih margina (granica), potiska i komponente aerodinamičkog otpora su bili sačuvani. U fazi optimizacije, uslovi ograničenja, optimalno rešenje i linearno programiranje stanja 'zdravstvenih' uslova su bili sačuvani. Na samom kraju, naredbe koje su poslate motoru kroz DEEC su bile sačuvane.